# Edvinas Krungolcas

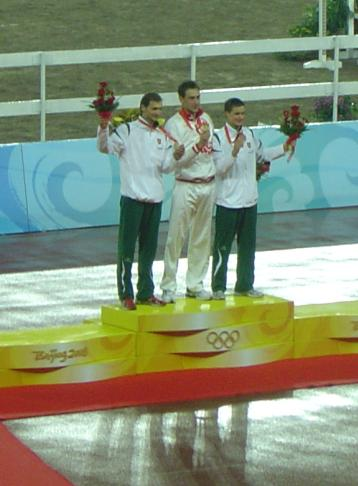
Krungolcas, Moissejew, Zadneprovskis (2008, v. l. n. r.)

Edvinas Krungolcas (* 21. Januar 1973 in Vilnius, Litauische SSR, Sowjetunion) ist ein ehemaliger litauischer Pentathlet.
Er gewann mit 5548 Punkten die Silbermedaille bei den Olympischen Spielen 2008 in Peking. Er überholte mit 24 Punkten seinen Landsmann Andrejus Zadneprovskis, der die Bronzemedaille gewann (5524 Punkte).
Krungolcas wurde mit dem Orden „Už nuopelnus Lietuvai“ Karininko kryžius am 20. September 2003 vom litauischen Präsidenten ausgezeichnet.